# Parti de la liberté et de la justice sociale
Pour les articles homonymes, voir Parti de la liberté.
Le Parti de la liberté et de la justice sociale (PLJS) est un parti politique marocain d'idéologie centriste créé le 18 janvier 2004 par Miloud Moussaoui. Lors des dernières élections législatives de 2011, le parti a obtenu un seul siège sur les 395 constituant la chambre basse marocaine.

## Histoire
Le PLJS a été créé par Miloud Moussaoui, ancienne figure du Rassemblement national des indépendants (il démissionne en 1998) et puis du Parti marocain libéral (PML). En 2004, il démissionne du PML à la suite d'un différend avec Mohammed Ziane et décide de créer son propre parti PLJS.

## Idéologie
Le Parti de la liberté et de la justice sociale se positionne au centre dans la scène politique marocaine, son Secrétaire général, Miloud Moussaoui refuse que son parti fasse l'objet d'une classification gauche-droite et précise que « ces notions occidentales n'ont rien à voir avec la réalité de la société marocaine ».
Toutefois, Moussaoui affirme que « le PLJS se sent beaucoup plus proche d'une formation comme l'Istiqlal que l'USFP par exemple ».
Par ailleurs, le parti est adepte du courant ultra-nationaliste marocain. En 2005, Miloud Moussaoui a affirmé que « son parti n'aura aucun rapport avec la classe politique et associative algérienne, tant que des soldats marocains seront toujours emprisonnés sur le territoire algérien ».

## Représentation législative
Lors de sa première participation aux législatives de 2007, le parti n'a obtenu aucun siège. Au scrutin de 2011, le parti a obtenu un seul siège dans la circonscription de Chefchaouen.

## Représentation communale
Lors des communales de 2021, le parti a obtenu plus de 40 sièges, réalisant ainsi une amélioration au niveau de sa représentativité.